# Akiba ben Josef
Akiba ben Josef (hebr. ‏עקיבא בן יוסף‬‎; ur. ok. 50, zm. 135) – żydowski rabin, tannaita. Przyczynił się do ustalenia ostatecznego kanonu Biblii hebrajskiej. Opowiadał się za wliczaniem Księgi Estery oraz Pieśni nad pieśniami do ksiąg biblinych. Zebrał prawo ustne, co dało podwaliny Miszny.
Był członkiem poselstwa żydowskiego do cesarza Domicjana. W celu ujednolicenia kalendarza liturgicznego oraz utwierdzania Żydów w wierze odwiedzał diaspory żydowskie rozrzucone w Azji Mniejszej, Babilonii, na Półwyspie Arabskim oraz w Egipcie.
Poparł powstanie Bar-Kochby oraz uznał jego przywódcę Szymona ben Kosbę za Mesjasza nadając mu również przydomek Bar-Kochba, co w języku aramejskim znaczy dosłownie „Syn Gwiazdy”. Po klęsce powstańców został aresztowany, zginął śmiercią męczeńską. Wychował wielu uczniów m.in.: rabbich Meira, Nehemiaha, Jehudę ben Ilaja, Szymona ben Jochaja oraz tłumacza Biblii hebrajskiej Akwilę z Synopy.
Pomimo tego, że sam Akiba ben Josef nie pozostawił spuścizny piśmienniczej, przypisuje mu się często cytowane, m.in. w historii wynalazków, powiedzenie „Wszystko to już było”.
To przypisanie ma swoje źródło w powstałym w 1846 r. dramacie Karla Gutzkowa pt. Uriel Acosta, w którym autor wkłada te słowa w usta rabiego Ben Akiby. Od tego czasu powiedzenie przypominane jest w różnego rodzaju tekstach. M. in. pojawia się w treści finałowej Piosenki Konstantego Ildefonsa Gałczyńskiego (Piosenki z historii świata, 1947), którą w latach 70. spopularyzowała Olga Lipińska w swoim programie pt. Właśnie leci kabarecik (Wszystko już było - rzekł Ben Akiba, a gdy nie było, śniło się chyba). W rzeczywistości powiedzenie wątpliwie przypisywane Akibie wywodzi się z fragmentu Księgi Kaznodziei Salomona (Koheleta):
„To, co było, znowu będzie, 
a co się stało, znowu się stanie:
nie ma nic nowego pod słońcem." (Kazn 1:9 w przekładzie „Biblii Warszawskiej”).